# World Trade Center (1973–2001)
World Trade Center, skrótowo WTC (pol. Światowe Centrum Handlu) – kompleks siedmiu budynków w dzielnicy Lower Manhattan w Nowym Jorku, w tym Twin Towers (bliźniacze wieże), zaprojektowany przez amerykańskiego architekta japońskiego pochodzenia Minoru Yamasakiego, któremu pomagał Antonio Brittiochi. Budowa rozpoczęła się 5 sierpnia 1966, a oficjalne otwarcie nastąpiło 4 kwietnia 1973. W Światowym Centrum Handlu było zatrudnionych około 25 tysięcy osób. Zostało ono zniszczone 11 września 2001 roku w wyniku zamachu terrorystycznego, o który Stany Zjednoczone oskarżyły Al-Ka’idę.
Do końca 2000 roku właścicielem kompleksu było Port Authority of New York and New Jersey. W 2001 roku kompleks został kupiony przez Larry’ego Silversteina, właściciela Silverstein Properties.

## Twin Towers
Bliźniacze wieże były głównymi częściami Światowego Centrum Handlu. Przez dwa lata od ukończenia były najwyższymi budynkami na świecie. Północna wieża mierzyła do dachu 417 metrów (wraz z masztem telewizyjnym 527 metrów), a południowa 415 metrów. Każda z wież liczyła 110 pięter, spośród których 8 tworzyło 4 dwupoziomowe piętra techniczne (7./8., 41./42., 75./76. i 108./109.). Na kondygnacjach 106 i 107 w WTC 1 znajdowała się najbardziej dochodowa restauracja w Stanach Zjednoczonych (Windows on the World), zaś w Południowej wieży piętro 107 i dach były przeznaczone na tarasy widokowe (Top of the World). Obie wieże posiadały 23 windy ekspresowe, 72 windy strefowe oraz 3 windy serwisowe, czyli łącznie 98 dźwigów.
Każda wieża była podzielona na trzy strefy traktowane jak osobne budynki. Każda strefa posiadała osobny system wind, tak zwany BANK. W jednym BANK-u znajdowało się 6 wind.

Mapa rozmieszczenia budynków WTC

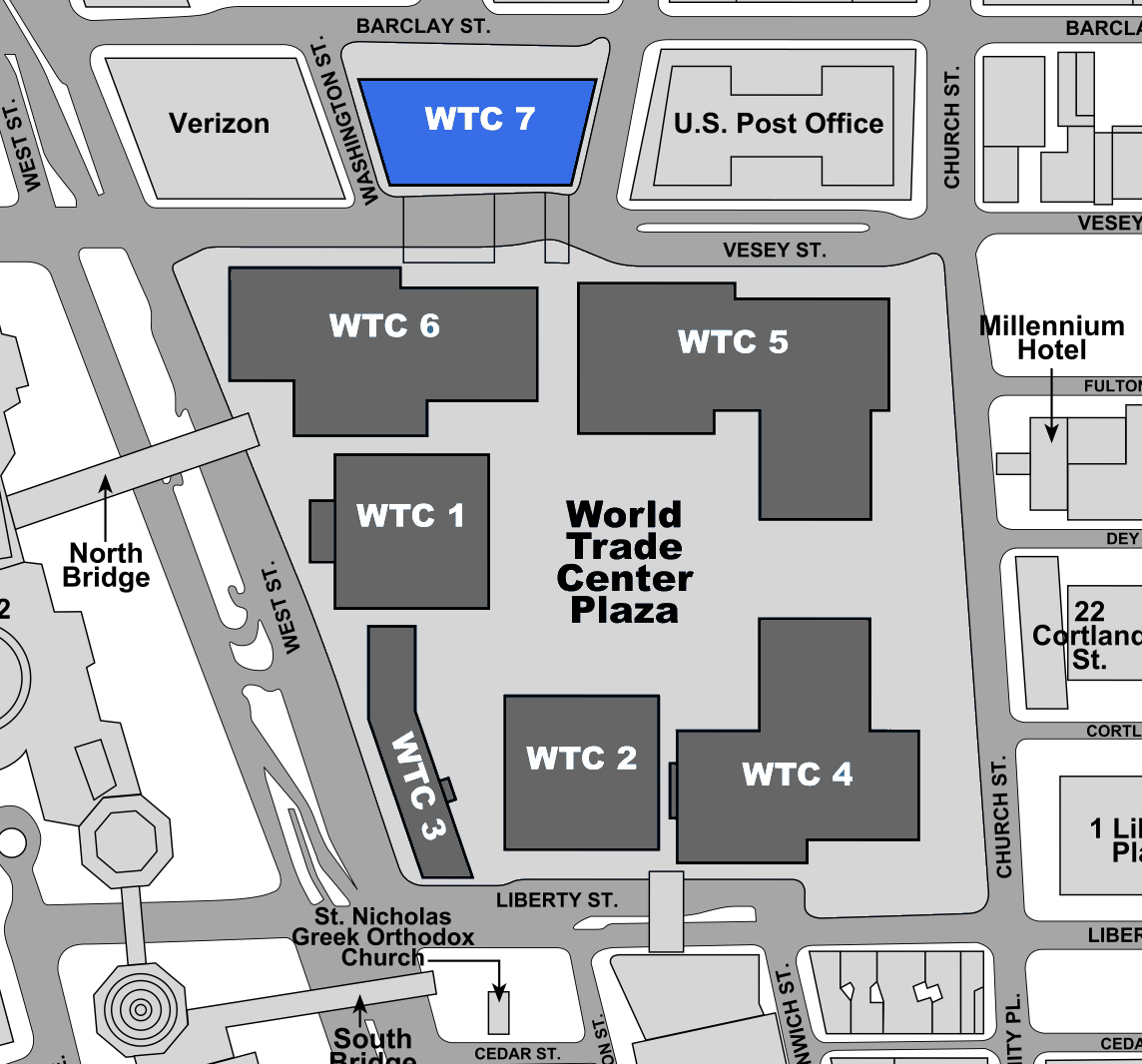
Mapa kompleksu WTC

Piętrami granicznymi każdej strefy były Sky Lobby (piętra przesiadkowe), znajdujące się na parterze, 44. piętrze i 78. piętrze. Windy ekspresowe kursowały jedynie między lobby (parter), a jednym ze Sky Lobby. Każdą z trzech stref obsługiwał niezależny system wind: piętra 0–20, piętra 21–60 z windami ekspresowymi na 44. piętrze oraz piętra 61–107 z windami ekspresowymi na 78. piętrze.
Przekrój rdzenia każdej z wież był prostokątem o wymiarach 26 × 40 metrów i powierzchni 1 040 metrów kwadratowych. Każdy z rdzeni składał się z 47 połączonych ze sobą kolumn zwężających się z każdym kolejnym piętrem, gdyż wraz z wysokością spada nacisk na podstawę (na przykład rozmiar kolumny CC501 u podstawy wynosił 558 × 1371 mm, na 44. piętrze 482 × 1117 mm i na 78. piętrze 406 × 914 mm). W rdzeniu znajdowały się wszystkie windy i klatki schodowe (A, B, C). Jedno piętro wieży miało 3600 m², w tym 2560 m² powierzchni użytkowej, a cała wieża łącznie 256 000 m² powierzchni użytkowej. Całkowita powierzchnia użytkowa kompleksu wynosiła 1 393 500 m², co czyni go największym dotychczas zbudowanym.
W każdej wieży znajdowało się 136 375 litrów wody do codziennego użytku i zasilania zraszaczy przeciwpożarowych oraz pięć pomp umieszczonych na piętrach technicznych (B1, 7, 41, 75 oraz 108). 
Wieże posiadały także podziemny parking na 2000 pojazdów. W podziemnych skarbcach przechowywano także złoto, oficjalnie było 3800 sztabek ważących 12 ton, wycenianych na 100 milionów dolarów (ok. 375 010 000 złotych). Koszt budowy był jednak znacznie większy niż wartość złota, szacuje się, że realny koszt budowy całości w momencie ukończenia dwóch wież wyniósł $900 milionów (ok. 3 375 090 000 złotych). W podziemiach znajdowało się także największe centrum handlowe na dolnym Manhattanie. Miało ono powierzchnię 427000 stóp kwadratowych (około 39669.6 metra kwadratowego).
W 2000 roku w obu wieżach znajdowały się biura ponad 500 przedsiębiorstw zatrudniających tysiące osób.

## Pożar w 1975
13 lutego 1975 w wieży północnej World Trade Center (WTC 1) wybuchł pożar, który ugaszono po trzech godzinach. Szkody były znaczne, ale nikt nie zginął. Wieże miały nieprawidłowy system przeciwpożarowy (brak instalacji tryskaczowej i brak niepalnych kabli telefonicznych).

## Zamach w 1993
26 lutego 1993 pod północną wieżą eksplodowała zaparkowana w podziemnym garażu furgonetka wypełniona 700 kilogramami azotanu amonu. W wyniku zamachu zginęło 6 osób i ponad tysiąc zostało rannych lub poparzonych.

## Zamach w 2001
11 września 2001 miał miejsce największy dotychczas zamach terrorystyczny. Dwa porwane samoloty pasażerskie Boeing 767, ze zbiornikami pełnymi paliwa, uderzyły w wieże o godzinie 8:46 i 9:03 czasu lokalnego. O 9:59 i 10:28 nastąpiło ich zawalenie się. W zamachu zginęły 2973 osoby (w tym 6 Polaków), z czego 1636 ciał zidentyfikowano. W zgliszczach wież odnaleziono fragment wizy jednego z domniemanych porywaczy samolotów.
Oprócz wież numer 1 i 2 spadające odłamy elewacji i kolumny rdzenia zmiażdżyły hotel Marriott (WTC3). Budynek WTC7 zawalił się kilka minut po godzinie 17. Poważnemu uszkodzeniu uległy pozostałe budynki kompleksu: WTC4, WTC5 oraz WTC6, a także wszystkie budynki z nim sąsiadujące: World Financial Center 3, Deutsche Bank Building, Winter Garden, 130 Liberty Street, 90 West Street, 140 West Street oraz pobliska cerkiew prawosławna.

Płonąca północna wieża przed uderzeniem w południową wieżę lotu 175
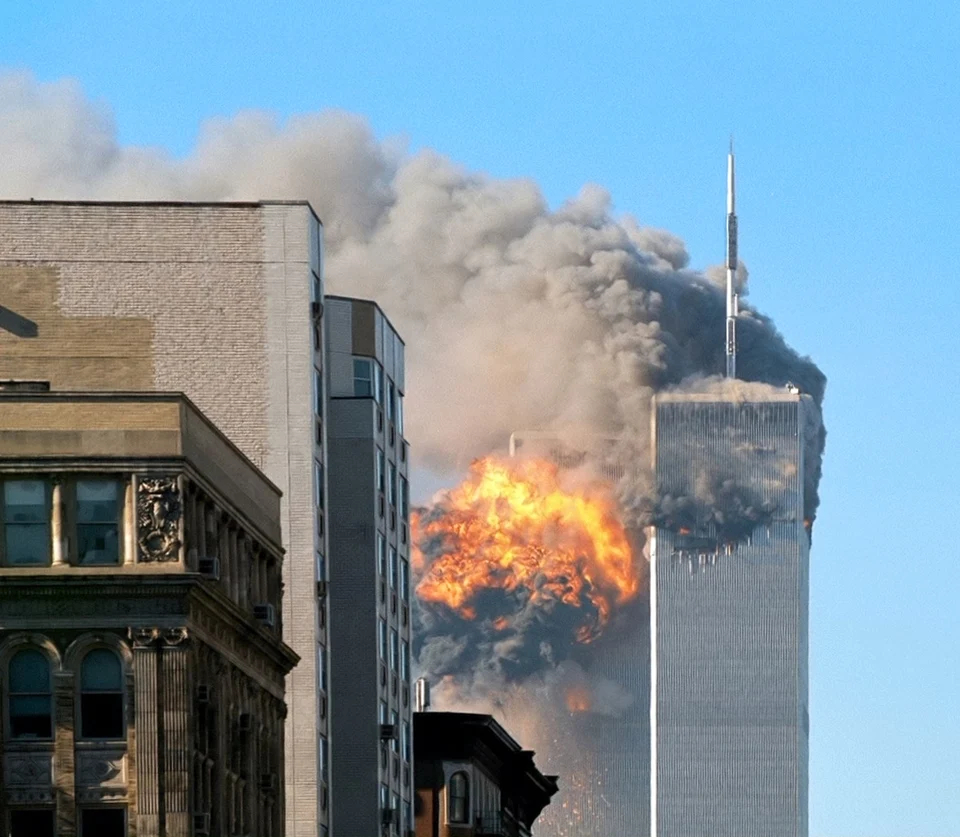
Południowa wieża (za kulą ognia) tuż po uderzeniu samolotu lotu 175 o 9:03 czasu lokalnego
Bliźniacze wieże po uderzeniu lotu 175 w południową wieżę
Widok na płonące wieże WTC
Spadający mężczyzna z jednej z bliźniaczych wież
Moment zawalenia się południowej wieży o 9:59 czasu lokalnego
Chmura pyłu tuż po zawaleniu się południowej wieży WTC
Waląca się wieża północna WTC o 10:28 czasu lokalnego
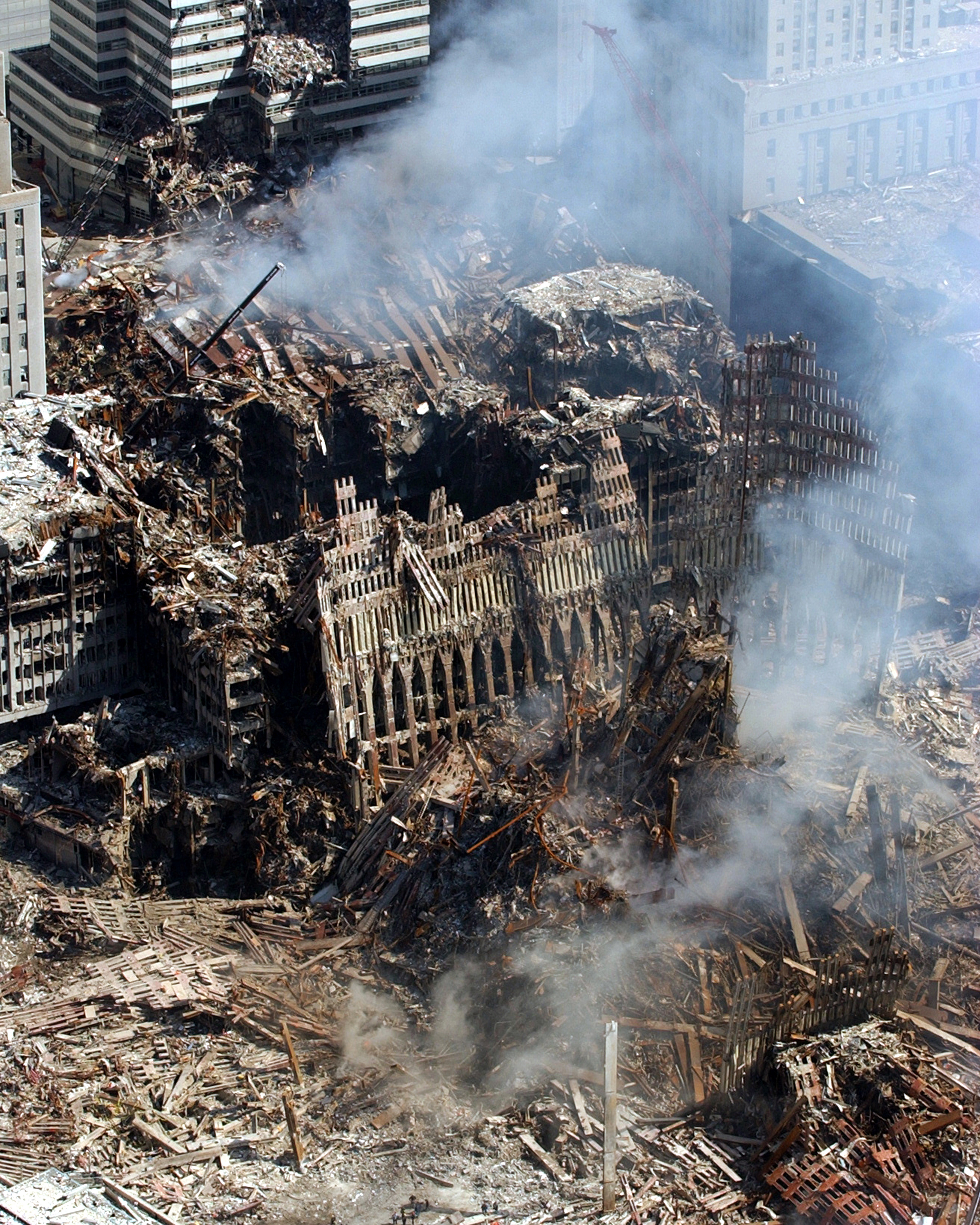
Zniszczony kompleks WTC po zamachach

## Galeria

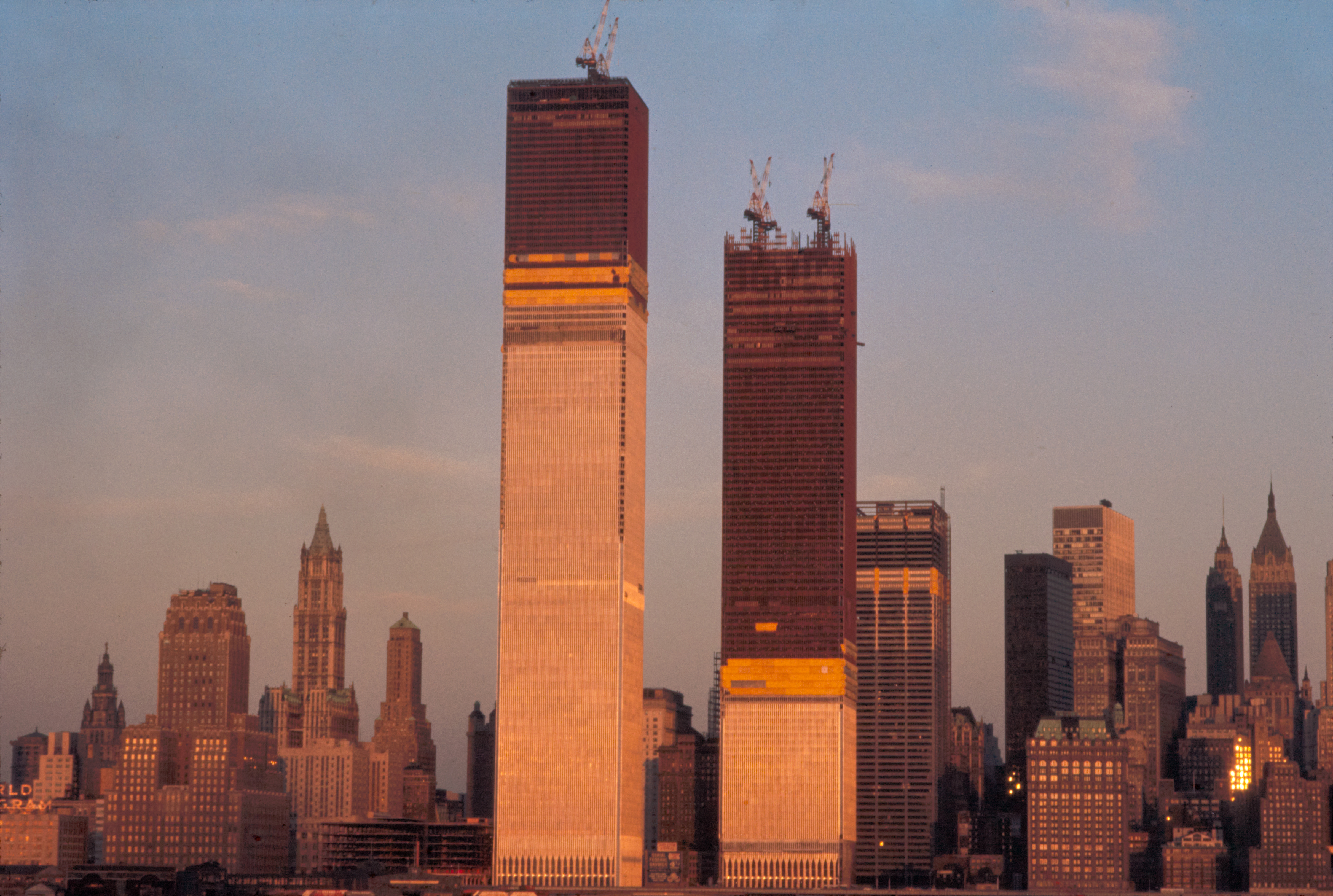
Budowa bliźniaczych wież WTC (1970–1973)
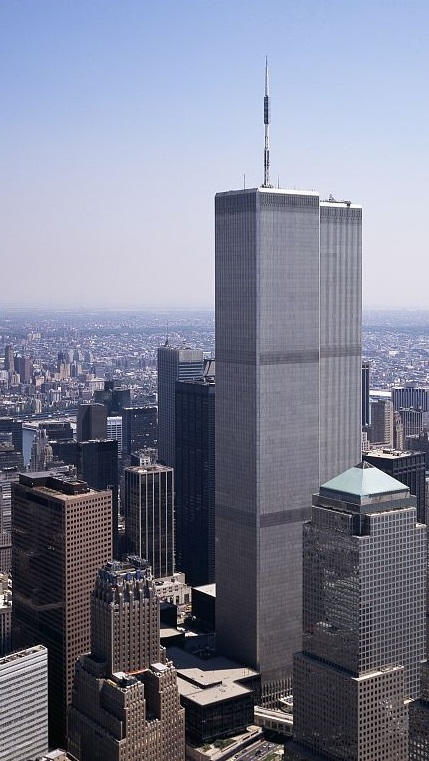
Widok na wieże WTC
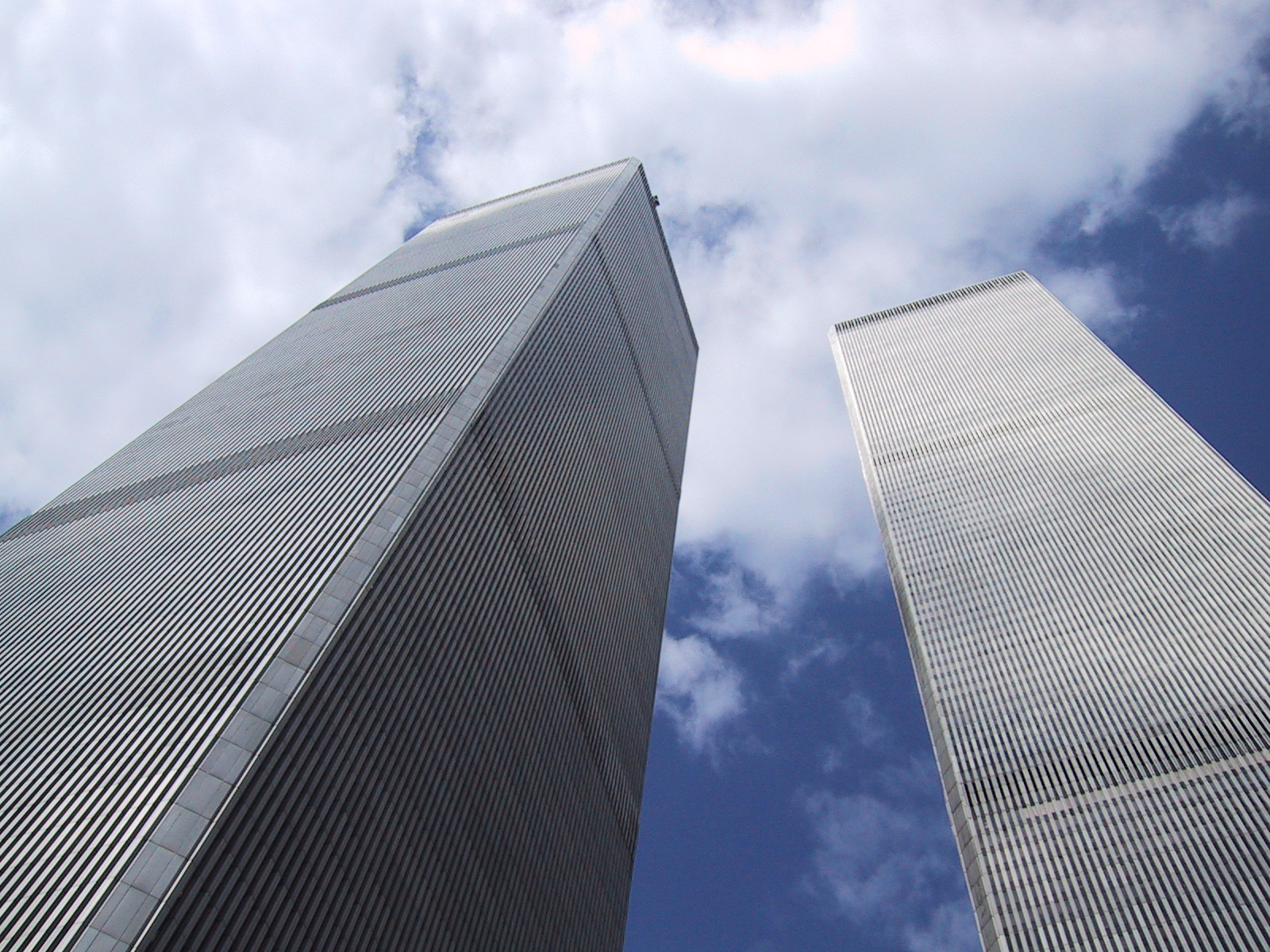
Bliźniacze wieże WTC u podstawy
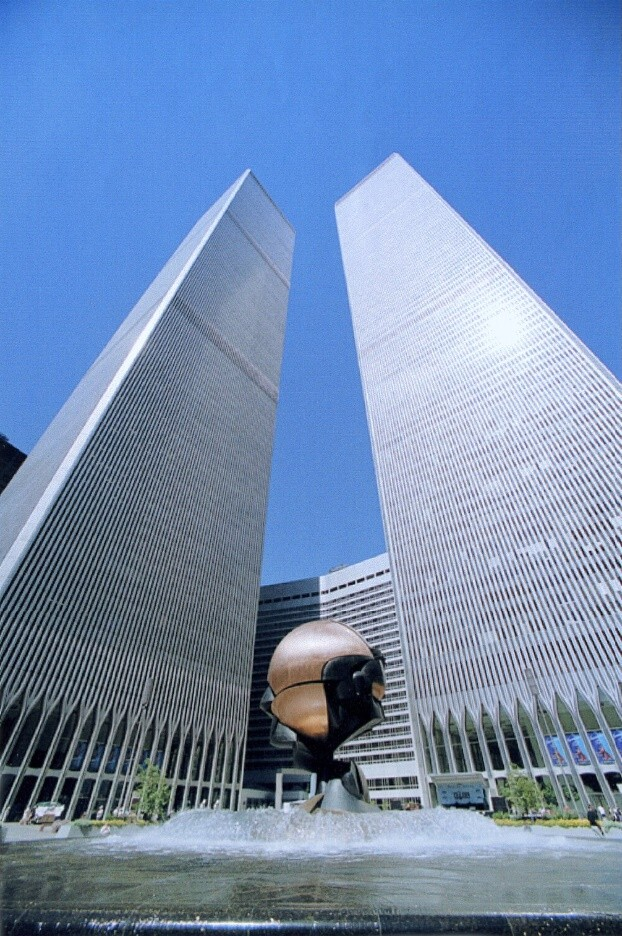
The Sphere na WTC Plaza, w tle bliźniacze wieże
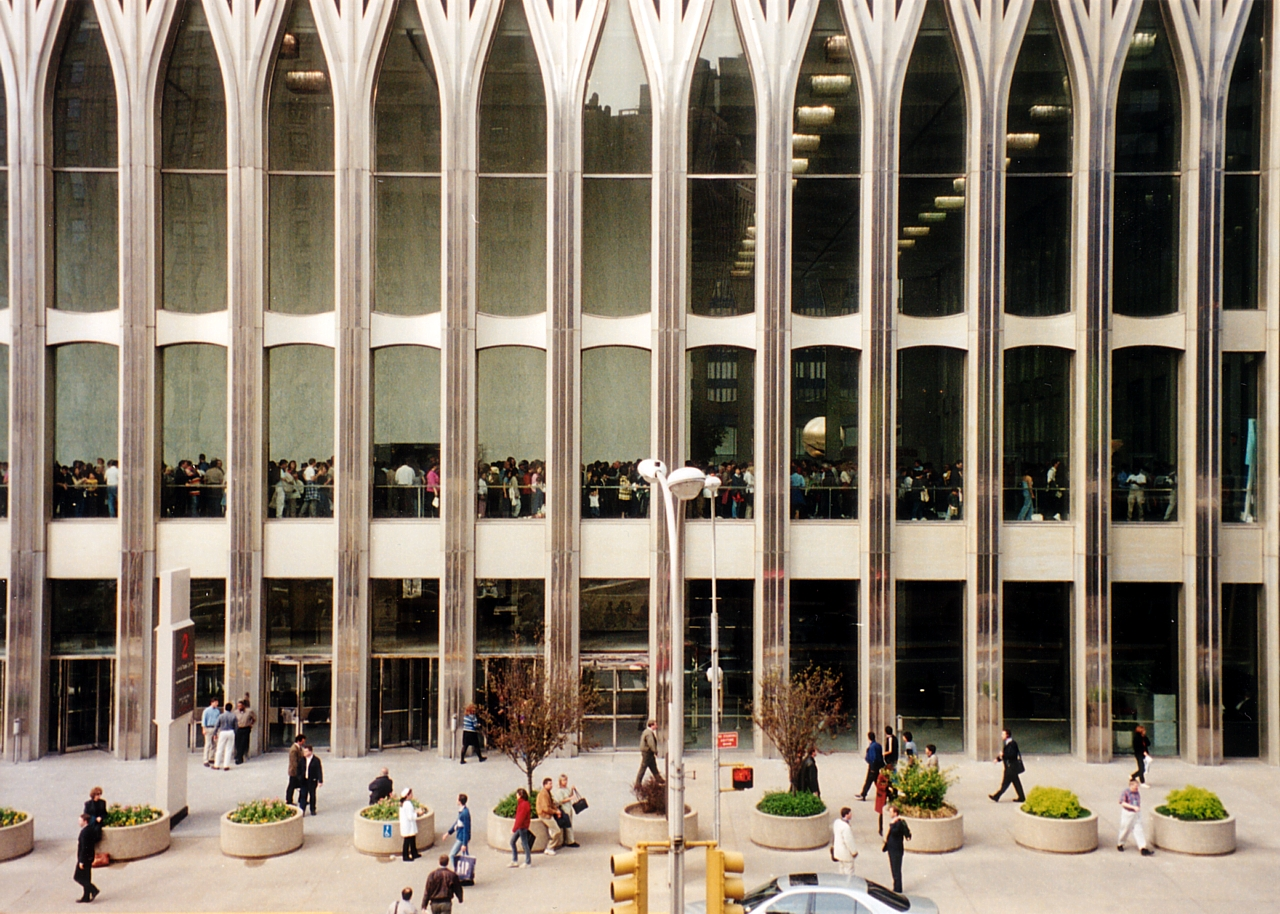
Wejście do Lobby południowej wieży WTC
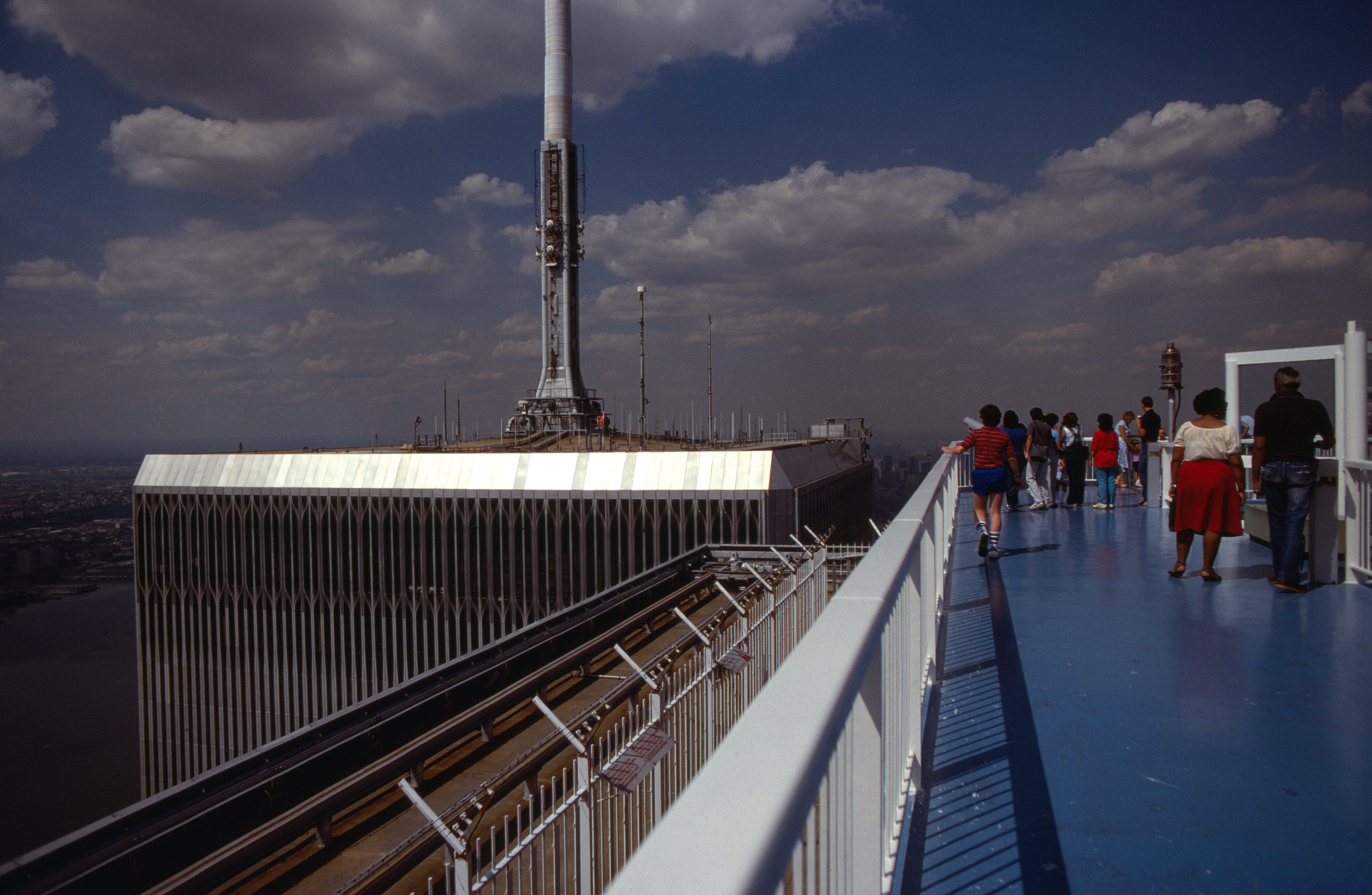
Taras widokowy (Top of the World) na dachu południowej wieży WTC
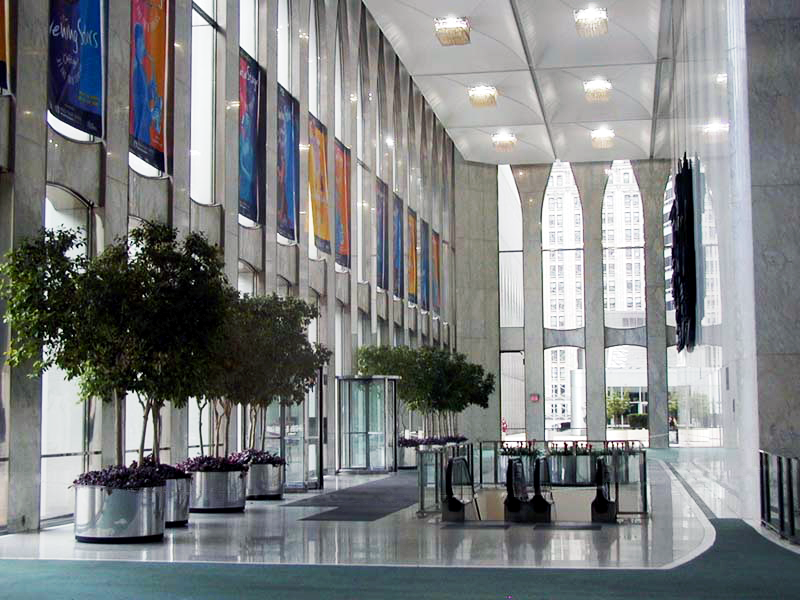
Lobby Północnej wieży WTC
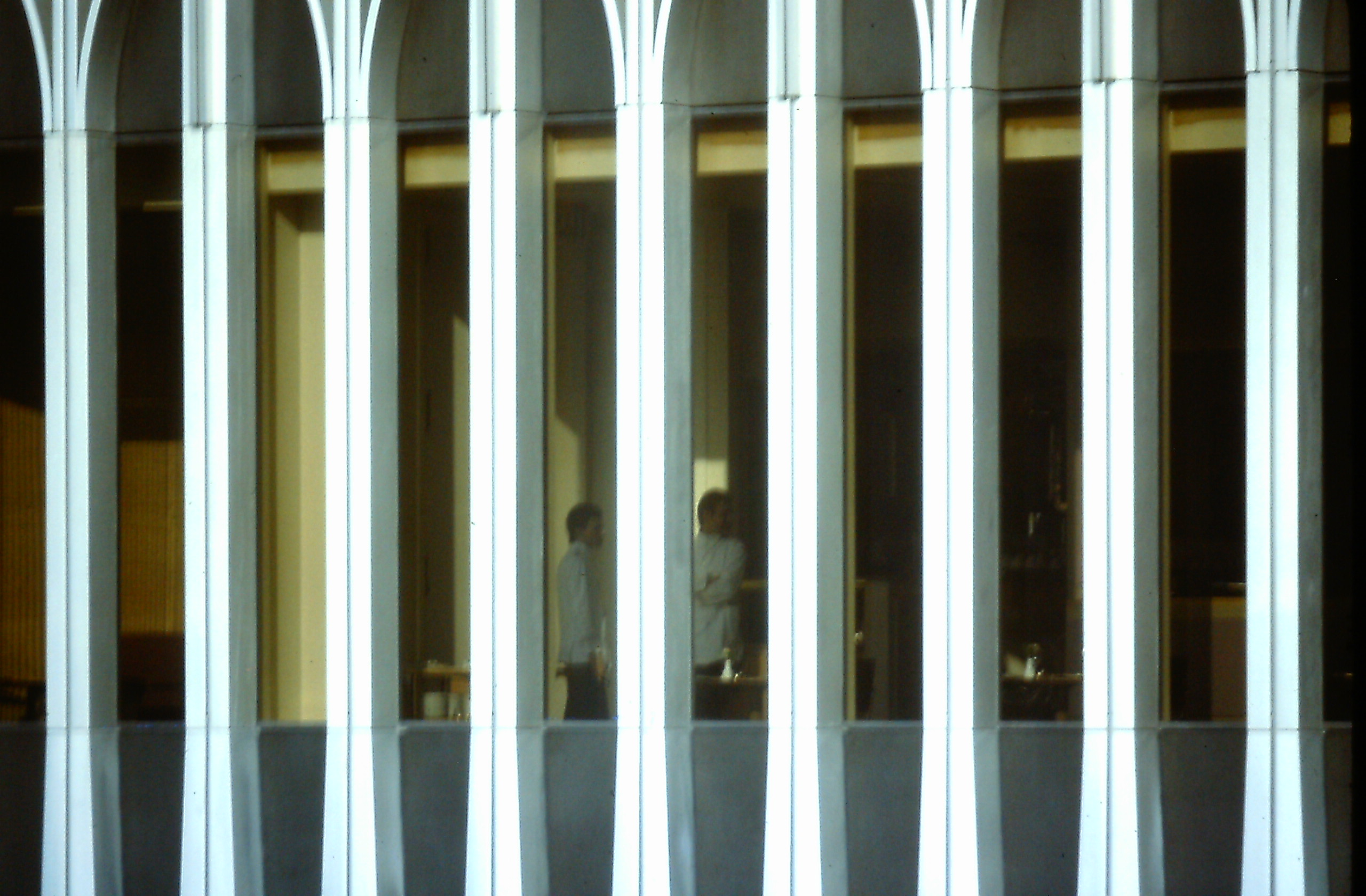
Windows on the World w północnej wieży, 107. piętro w 1979 roku

## Nowy kompleks

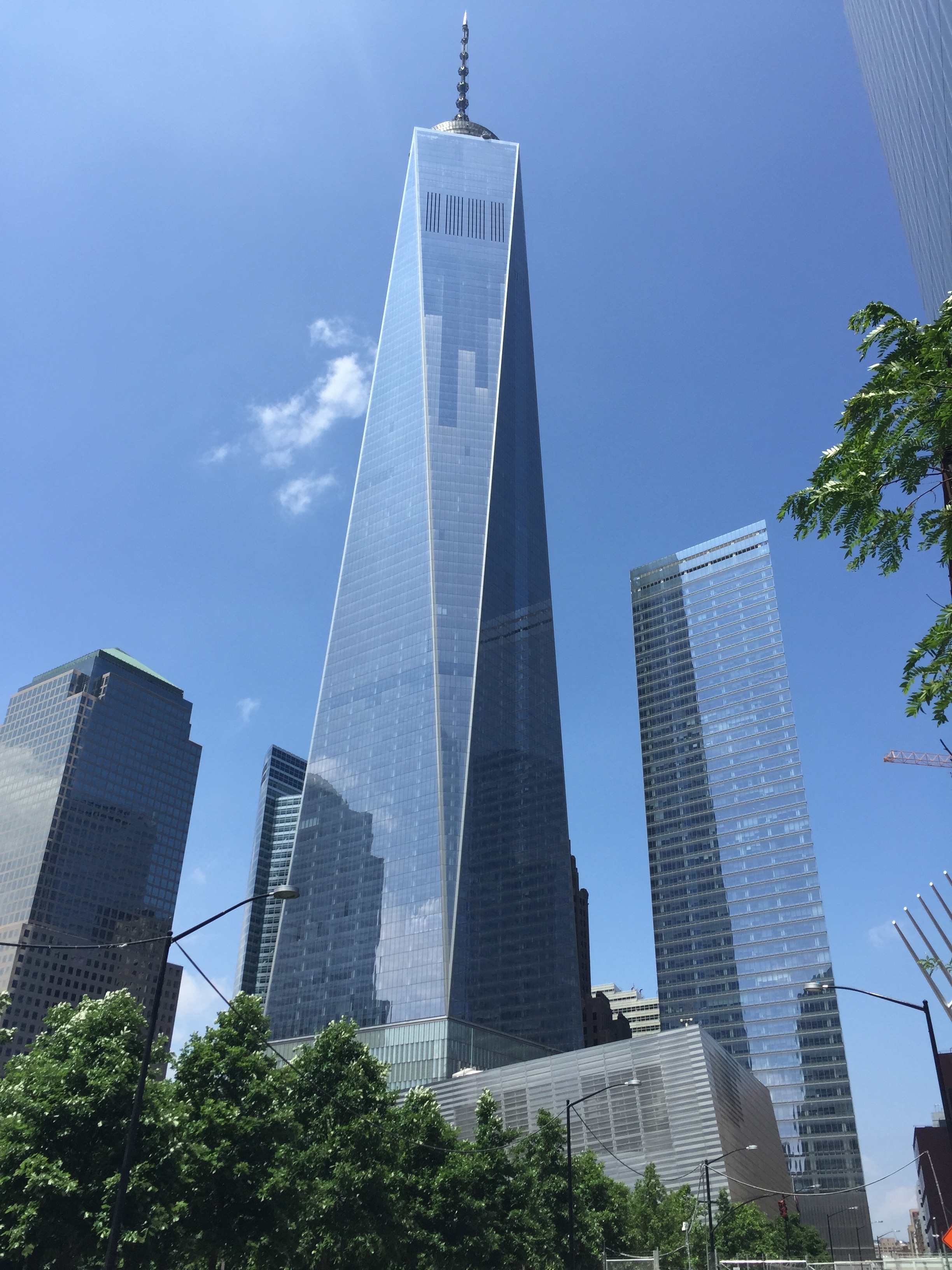
1 World Trade Center, 2015

Władze podjęły decyzję o nieodbudowywaniu bliźniaczych wież w ich poprzednim kształcie. Na ich miejscu do 2021 miał powstać nowy kompleks budynków składający się z wież: 1 WTC o wysokości 541 metrów i 2 WTC o wysokości 410 metrów oraz 3 WTC, 4 WTC, 5 WTC i 7 WTC. Pierwszym budynkiem nowo budowanego kompleksu jest 7 WTC, który został zbudowany w latach 2002–2006 i stoi na miejscu swego poprzednika (WTC7). Projekt zagospodarowania terenu opracował Daniel Libeskind.
Wiosną 2002 Lower Manhattan Development Corporation, agencja koordynująca rekonstrukcję WTC, ogłosiła międzynarodowy konkurs na upamiętnienie miejsca zamachu. W styczniu 2003 wybrano zwycięzcę: projekt Michaela Arada i Petera Walkera.